# Anne-Maria Wittke
Anne-Maria Wittke, Pseudonym Maria Courant (* 1955) ist eine deutsche Althistorikerin, Archäologin und Historische Geographin.

## Leben
Anne-Maria Wittke studierte zwischen 1975 und 1982 Rechtswissenschaft, Geschichte mit einem Schwerpunkt auf Alter Geschichte und Germanistik auf Staatsexamen sowie Klassische Archäologie und Ägyptologie an der Universität Tübingen und der Universität Stuttgart. Von 1978 bis 1992 war sie für die Bereiche Alte Geschichte (Späte Kaiserzeit) und Klassische Archäologie (Früheisenzeit Anatoliens) Mitarbeiterin des Tübinger Atlas des Vorderen Orients (TAVO). 1992 wurde sie Mitarbeiterin des an der Universität Tübingen angesiedelten Projektes zur Konzeption und Herausgabe des Neuen Pauly. Sie war erste Leiterin des Projektes und für den Aufbau der Redaktion verantwortlich. Zudem entwickelte sie das Kartenprogramm für alle Bände des Bereichs Altertum und betreute ab dem zweiten Band den Fachbereich Frühgeschichte. Mit dem letzten Band 2002 endete die Mitarbeit in diesem Projekt. Im selben Jahr erfolgte die Promotion im Fach Alte Geschichte in Tübingen mit der Arbeit Mušker und Phryger. Ein Beitrag zur Geschichte Anatoliens vom 12. bis zum 7. Jh. v. Chr. Kommentar zur TAVO-Karte B IV 8 „Östlicher Mittelmeerraum und Mesopotamien um 700 v. Chr.“. Schon 2000 wurde Wittke Wissenschaftliche Koordinatorin des Graduiertenkollegs „Anatolien und seine Nachbarn“ der Universität Tübingen. 2004/2005 war sie Mitarbeiterin Uwe Finkbeiners am internationalen, von der Europäischen Union geförderten Projekt Archeoseismology and Paleoseismology for the Protection of Cultural Heritage and Archeological Sites in the Middle East (APAME). Von 2005 bis 2007 gab sie mit Eckart Olshausen und Richard Szydlak den dritten Supplementband des Neuen Pauly. Historischer Atlas der antiken Welt, heraus. Seit 2008 arbeitete sie am Projekt Antike Konzepte zur Erfassung und Darstellung geographischer Räume, von 2012 bis 2015 mit Martin Bentz, Sophie Helas, Birgitta Eder, Martin Bartelheim und Herbert Niehr am Projekt Neuer Pauly. Supplementband 10 Frühgeschichte der Mittelmeerkulturen (12.–6. Jh. v. Chr.).

## Schriften (Auswahl)
- Mit Friedhelm Prayon: Kleinasien vom 12. bis 6. Jh. v. Chr. Kartierung und Erläuterung archäologischer Befunde und Denkmäler (= Beihefte zum Tübinger Atlas des Vorderen Orients, Reihe B: Geisteswissenschaften, Nr. 82), Reichert, Wiesbaden 1994, ISBN 3-88226-819-0.
- Herausgeberin mit Hartmut Blum, Peter Pfälzner und Betina Faist: Brückenland Anatolien? Ursachen, Extensität und Modi des Kulturaustausches zwischen Anatolien und seinen Nachbarn. Attempto, Tübingen, 2002, ISBN 3-89308-346-4.
- Mušker und Phryger. Ein Beitrag zur Geschichte Anatoliens vom 12. bis zum 7. Jh. v. Chr. Kommentar zur TAVO-Karte B IV 8 „Östlicher Mittelmeerraum und Mesopotamien um 700 v. Chr.“ (= Beihefte zum Tübinger Atlas des Vorderen Orients, Reihe B: Geisteswissenschaften, Nr. 99), Reichert, Wiesbaden 2004, ISBN 3-89500-385-9.
- Herausgeber mit Friedhelm Prayon und Mirko Novák: Die Außenwirkung des späthethitischen Kulturraumes. Güteraustausch – Kulturkontakt – Kulturtransfer. Ugarit-Verlag, Münster 2005 (= Akten der Forschungstagung des Graduiertenkollegs „Anatolien und seine Nachbarn“. Band 2; Alter Orient und Altes Testament- Band 323), ISBN 3-934628-63-X.
- Mit Eckart Olshausen, Richard Szydlak: Historischer Atlas der antiken Welt (= Der Neue Pauly. Supplementband 3) Metzler, Stuttgart-Weimar 2007, ISBN 978-3-476-02031-4.
  - englische Ausgabe: Historical atlas of the ancient world (= Brill's New Pauly. Supplements 3), Brill, Boston/Leiden 2010, ISBN 978-90-04-17156-5.
- Herausgeberin: Frühgeschichte der Mittelmeerkulturen. Historisch-archäologisches Handbuch (= Der Neue Pauly. Supplementband 10). Metzler, Stuttgart/Weimar 2015, ISBN 978-3-476-02470-1 (und sieben weitere ISBN).